# کور داشی
کور داشی یا سنگ کورا (روسی: Куринский Камень، ترکی آذربایجانی: Kür daşı) جزیره‌ای در دریای کاسپین است که در سواحل جمهوری آذربایجان جای گرفته است.

## جغرافیا
کور داشی جزیره‌ای کوچک در دریای کاسپین است. درازای آن به ۰.۱۸ کیلومتر است و در ۱۳ کیلومتری شرق انتهای شمال‌شرقی جزیره کورا و ۱۵ کیلومتری (۹ مایلی) جنوب‌شرقی نزدیک‌ترین ساحل سرزمین اصلی جای دارد. مصب بوریس‌اوا در غرب این جزیره جای گرفته است.
اگرچه این جزیره از باکو فاصله زیادی دارد، اما بخشی از مجمع‌الجزایر باکو به شمار می‌رود. این جزیره از نظر اداری متعلق به استان آران است.